# Klemen Gerčar
Klemen Gerčar (Prevoje, 10 december 1990) is een Sloveens voormalig motorcrosser.
Gerčar werd in 2007 Europees kampioen in het 125cc-klasse. Tussen 2004 en 2013 won hij vijf nationale titels. In 2008 en 2010 reed hij in de MX2 en in 2012 en 2013 in de MX3-klasse. Gerčar, die vier grandprixs won, werd in 2013 op een Honda de laatste kampioen in de MX3-klasse. In 2014 en 2015 reed Gerčar in het MXGP kampioenschap en daarna nog enkele losse wedstrijden. Hij ging ook in de Duitse ADAC MX Masters rijden. Na het seizoen 2019 beëindigde hij zijn loopbaan.